# Batalló de Reconeixement del Desert
El Batalló de Reconeixement del Desert és una unitat militar de les Forces de Defensa d'Israel (FDI). El Batalló de Reconeixement del Desert (BRD) (també conegut com a Unitat 585 o Batalló Beduí) és una unitat de les Forces de Defensa d'Israel (FDI).

## Història

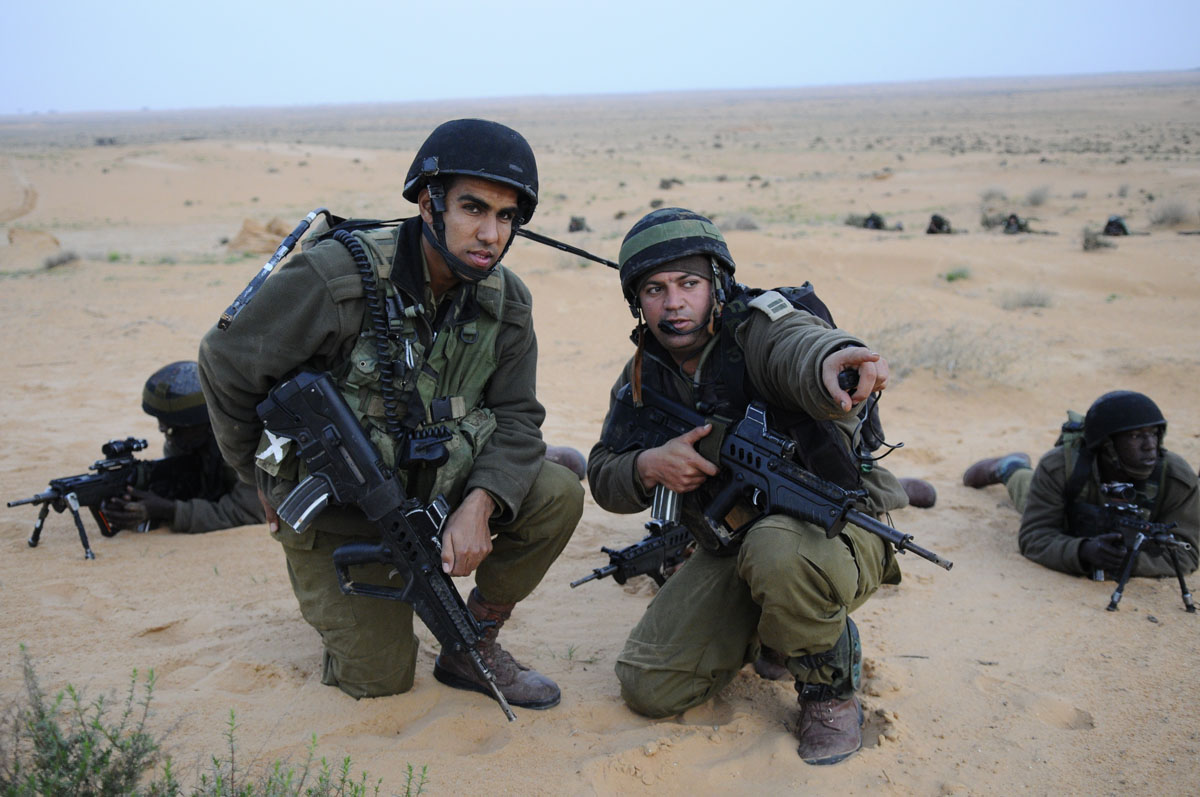
Dos membres del Batalló de Reconeixement del Desert, fotografiats en un exercici el 2012.

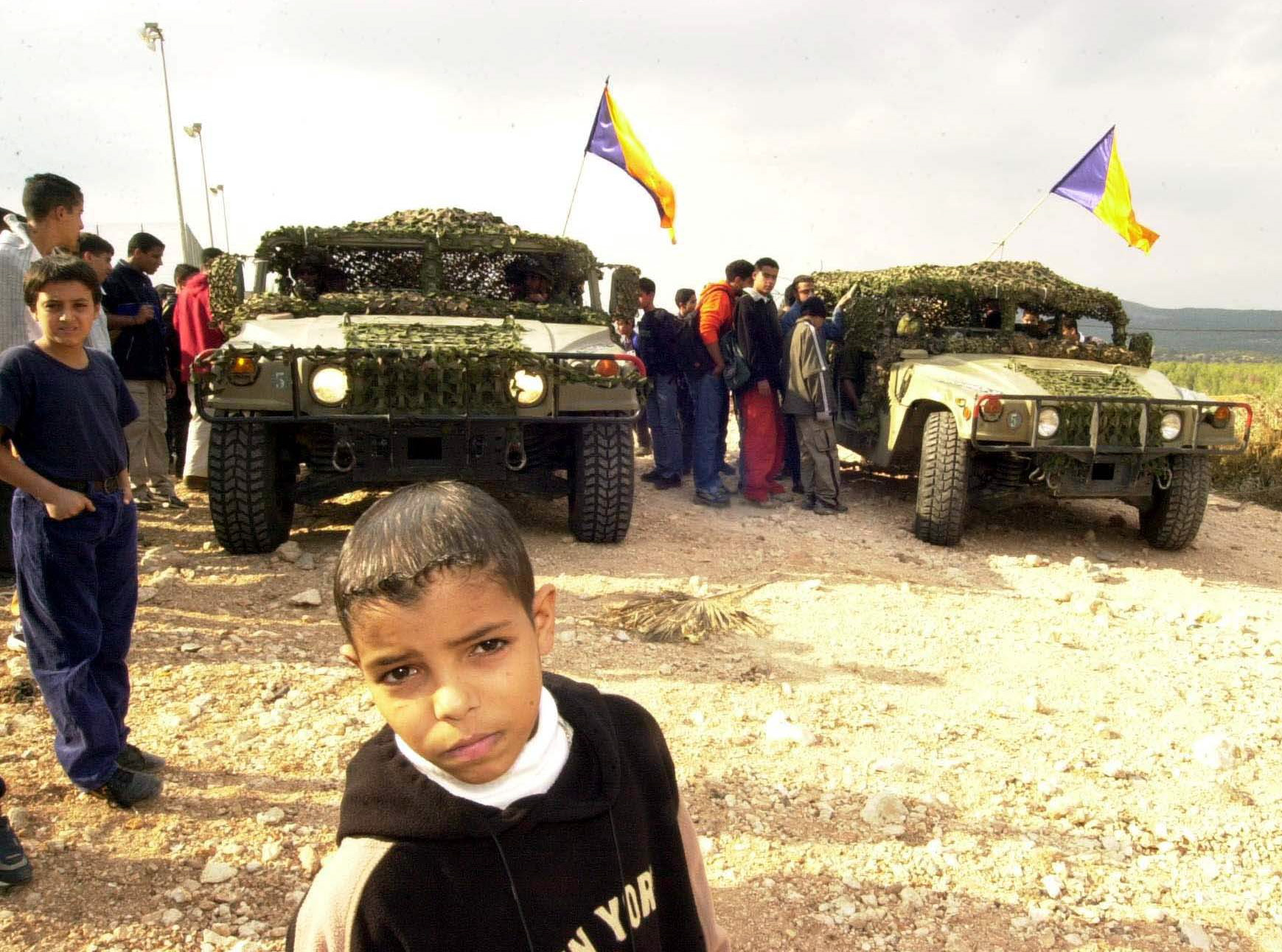
Nens beduïns del Nègueb, fotografiats al costat de vehicles tot terreny d'alta mobilitat Humvee.

El BRD és una unitat formada per voluntaris beduïns. El BRD es va fundar a finals dels anys 1980, i des de llavors el batalló ha estat desplegat a la frontera amb la Franja de Gaza, duent a terme tasques de seguretat. El Batalló de Reconeixement del Desert (BRD), també conegut com a Unitat 585, és una unitat beduïna de les Forces de Defensa d'Israel (FDI). La majoria del personal de les FDI són jueus, els quals, igual que els drusos i els circasians, han de realitzar al servei militar obligatori a les FDI, els ciutadans d'altres grups ètnics poden allistar-se com a voluntaris a les FDI. La majoria dels membres del BRD són beduïns. La majoria dels ciutadans àrabs israelians que serveixen a les FDI, són beduïns del desert del Nègueb procedents del Districte Meridional d'Israel . La majoria dels recrutes beduïns del Néguev, trien servir al BRD. Al voltant de 1.500 beduïns serveixen actualment a les FDI, tot i que els dirigents han fet esforços per augmentar aquest nombre. Des de la fundació de l'estat d'Israel el 1948, més de 110 beduïns han estat assassinats mentre servien a les FDI. El BRD es va fundar a finals de la dècada de 1980 i des de llavors ha prestat serveis en gran manera a la frontera entre Israel i la Franja de Gaza. Té una base militar propera a Kissufim. El batalló de rastrejadors i exploradors beduïns, s'organitza en patrulles, utilitza tècniques de rastreig per buscar desertors i evitar la infiltració de terroristes a la frontera. Alguns membres s'enfronten a amenaces i assetjament per part d'alguns membres de la seva pròpia comunitat. El Batalló de Reconeixement del Desert, està equipat amb el vehicle de transport blindat de personal (TBP) "Wolf". El batalló patrulla el desert del Nèguev amb vehicles tot terreny d'alta mobilitat Humvee i amb l'automòbil blindat militar MDT David. El batalló actualment forma part de la 143. ª Divisió (Territorial) "Firefox" del Comando Sud de les FDI. El Batalló de Reconeixement del Desert, anteriorment havia estat desplegat en el perillós pas fronterer de Rafah, cinc soldats del batalló van morir allà el 2004. El primer comandant beduí de la unitat va ser nomenat al desembre de 2004.